# Яна (язык)
Язык яна — исчезнувший язык-изолят, существовавший в центральной и северной Калифорнии в области между реками Фезер и Пит, где ныне находятся округи Шаста и Теама. На нём говорили родственные племена яна и яхи.
Язык исчез в 1916 г. со смертью Иши, последнего носителя, говорившего на диалекте яхи. Язык яна относительно хорошо документирован (в основном усилиями Э. Сепира) по сравнению с прочими исчезнувшими языками Америки.
Названия Yana и Yahi происходят от слова «люди» на двух указанных диалектах.

## Диалекты
Известно 4 диалекта данного языка (иногда рассматриваются как группа «языков яна»).
1. Северный яна
2. Центральный яна
(a) Южные диалекты
3. Южный яна
4. Яхи

## Генетические связи
Сепир относил яна к северной ветви хокских языков, в которую он также включал языки карук, чимарико, шаста, палайхнихские и помоанские.

## Особенности
Язык имел полисинтетическую структуру и порядок слов SVO. Различались формы мужской и женской речи.